# Suflete tari
Suflete tari este o piesă de teatru a scriitorului român Camil Petrescu. Acțiunea are loc în 1913.  A avut premiera în 1922 pe scena Teatrului Național din București, dar a fost publicată în 1925, la Editura Casa Școalelor. Este o dramă în trei acte, cu titlul inițial Nebunia lui Andrei Pietraru. Scrisă, după mărturisirea autorului, în 1919, pe vremea când era profesor la Timișoara, este prima sa piesa jucată.

## Rezumat
Acțiunea piesei are loc în perioada interbelică. Andrei Pietraru, tânăr cu origine țărănească, o iubește pe Ioana, fiica lui Matei Boiu-Dorcani, boier și conservator legitimist. Această iubire îl determină să renunțe la o logodnică pe carea credea sau spera să o iubească. Pentru a se afla în preajma femeii iubite stă șase ani în casa tatălui ei ca bibliotecar. Incitat de prietenul său, Culai, venit să-l readucă pe meleagurile natale, Andrei alege o soluție disperată de rezolvare, propunându-și ca până la miezul nopții s-o cucerească pe Ioana. Dar aceasta nu poate păstra secretul și Andrei este nevoit să-i spună adevărul tatălui ei, care se împotrivește relației. În final, Elena, fată în casă care îl iubește în taină pe Andrei, se hotărăște să plece. Ioana îi surprinde când își iau rămas bun și crede că cei doi au o relație. Disperat, Andrei încearcă să se sinucidă, reușește să se rănească, dar simbolic îl ucide pe acel Andrei Pietraru care o iubește pe Ioana Boiu.

## Personaje
- Matei Boiu-Dorcani, 70 de ani
- Ioana Boiu, 29 de ani
- Andrei Pietraru, 30 de ani
- Șerban Saru-Sinești
- Maria Saru-Sinești
- Contele/Prințul Bazil
- Culai Darie
- Domnișoara Elena
- Deciu

## Analiză
Teatrul lui Camil Petrescu este în primul rând un teatru de cunoaștere, eroii săi, intelectuali și personalități puternice, își trăiesc viața în sferele cele mai înalte ale conștiinței, analizează și se autoanalizează permanent. Piesele sale au un caracter preponderent cognitiv și scot în relief o cauzalitate inerentă conștiinței.

### Tema
Tema acestei piese de teatru o constituie drama trăită de personajul principal, Andrei Pietraru, care se încăpățânează să aplice idealurile lui absolute în viața reală, iar când înțelege că nu există compatibilitate între cele două planuri pierde controlul și declanșează o criză existențială. Nefericirea lui provine din faptul că nu își găsește un loc în societatea modelată după principii total opuse conștiinței sale idealiste. Andrei Pietraru își propune să facă exact ce făcuse Julien Sorel din Roșu și negru de Stendhal, adică ori o cucerește pe Ioana ori se sinucide. Dar autorul complică tema inițială în sensul analitic, căci Andrei nu e un arivist, el iubește cu adevărat. Suflete tari este, în esență, o polemică, un punct de vedere opus celui folosit de Stendhal în romanul său. Spre deosebire de Julien Sorel, care face planuri după planuri pentru a-și cuceri iubita, Andrei Pietraru riscă totul pe o singură carte, inclusiv viața sa. El nu acționează în timp, pe parcursul a mai multor ani, ci spontan, fără nimic calculat dinainte. Reacția lui din finalul piesei este o izbucnire primară a instinctelor masculine, pe care Ioana și-o dorea, poate, în subconștient, în pofida aparențelor și comportamentului său de ființă superioară din punct de vedere social.
Andrei Pietraru este cu adevărat un „suflet tare” prin forța de a depăși o imagine de sine autoimpusă ce părea să-l definească pentru totdeauna. Acțiunea se derulează pe un fundal de situție-limită, redat de autor sub cele trei ipostaze fundamentale: a ucide, a fi ucis și a se ucide pe sine. Această luptă cu aer de joc le cuprinde pa primele două, dar o implică și pe a treia prin inegalitatea adversarilor, când începătorul care provoacă de obicei confruntarea știe că merge la moarte, chiar dacă un curaj nebun îl poate salva.

### Semnificația titlului
Sufletele tari din titlul ales de Camil Petrescu îi reprezintă pe cei doi protagoniști, Andrei și Ioana. Fiecare, în felul său, este un suflet puternic, care rezistă într-o lume ostilă propriilor convingeri și valori. Fiecare duce o luptă cu mediul în care trăiește și simte că nu aparține acelor locuri și timpuri. Iar pentru a accepta acest fapt și a-și asuma existența lui cu toate implicațiile sale, este nevoie de o conștiință superioară celorlalți. Și celelalte personaje, Mateiu Boiu-Dorcani și Culai, unul reprezentant al unei clase sociale elevate și rigide prin structura sa, iar celălalt exponent al clasei opuse, sunt suflete tari prin convingerile lor de nestrămutat și prin incapacitatea lor de a avea dileme, pentru ei lumea este așa cum este pentru că așa trebuie să fie și nu există altă variantă. În situația limită când unul dintre termenii alternativei e moartea, eroul își încearcă puterea.

### Caracterizare personaje
Andrei Pietraru - este un personaj măcinat de o mare tensiune interioară care îl dezechilibrează, din cauză că trăiește în două planuri: himera și realitatea imediată. Iubirea îl transformă dintr-o speranță intelectuală într-un ratat. Este posedat de ideea absolutului, fiind tipul intelectualului stăpânit de angoasă. O mare neliniște existențială îi marchează toate gesturile, semn al responsabilității pe care și-o asumă în fața vieții. Cu toate acestea, el nu este nevolitiv, dimpotrivă, acțiunile sale sunt potențate de această neliniște existențială și demonstrează o implacabilă decizie. Dilemele sale provin din situațiile existențiale în care este plasat. Personajul Andrei Pietraru se aseamănă cu Gelu Ruscanu din Jocul ielelor, primul a găsit un ideal în dragoste, iar celălalt în idei, ambele idealuri fiind similare prin raportul dintre conștiință și obiect.
Ioana Boiu - este un personaj straniu, cu manifestări care intrigă lumea mondenă, o fată de boier care trăiește un vis: modelul ei este o fiică de vornic care s-a căsătorit cu un haiduc. Această obsesie a eroului haiduc o îndepărtează atât de prințul Bazil, cât și de Andrei Pietraru.
Matei Boiu - este un boier tipic, ferm îndoctrinat în ideologia sa, are cultul tecutului și consideră că doar clasa lui poate păstra idealurile și valorile naționale.

## Teatru radiofonic
Pe 6 iunie 1966 a avut loc premiera piesei de teatru radiofonic Suflete tari, în regia Elenei Negreanu, cu Ion Manolescu ca Matei Boiu-Dorcani, Tanți Cocea ca Ioana Boiu, Constantin Codrescu ca Andrei Pietraru, Toma Dimitriu ca Șerban Saru-Sinești, Clody Berthola ca Maria Saru-Sinești, Nicolae Brancomir - Contele Bazil, Nicolae Bălănescu - Culai Darie și Tina Ionescu ca Domnișoara Elena.

## Vezi și
- Listă de piese de teatru românești